# Psilopsiagon aymara
Psilopsiagon aymara е вид птица от семейство Папагалови (Psittacidae).

## Разпространение
Видът е разпространен в Аржентина и Боливия.